# Ann Sadi
Ann/Annie Sadi (Commewijne, 12 mei 1959) is een Surinaams bestuurder en politicus. Ze is voorzitter van de belangengroep Volkscontacten Commewijne en de Belangenorganisatie Veerboten Commewijne. Als lid van de NDP maakte ze na twee vergeefse pogingen in 2000 en 2015 haar entree in De Nationale Assemblée na de verkiezingen van 2020.

## Biografie
Sadi is geboren en getogen Commewijne. Zij is onderwijzer van beroep en interesseerde zich sinds jonge leeftijd voor sociale aangelegenheden. Haar ouders stemden op de Javaans-Surinaamse partij KTPI, maar toen ze zich tussen kinderen van allerlei afkomst op het internaat bevond, realiseerde ze zich dat mensen ongeacht hun etniciteit zouden moeten samenwerken. Hierdoor aangetrokken sloot ze zich aan bij de NDP, met leden uit verschillende bevolkingsgroepen.
In 2012 trad ze naar voren als voorzitter van de belangengroep Volkscontacten Commewijne. Op dat moment eiste de eigenaar van de plantage Ma Retraite zijn grond op in Tamanredjo. Hier staan huizen van tweehonderd gezinnen waarin sommige bewoners generaties lang hebben gewoond. In 2013 won Sadi met haar belangengroep een rechtszaak om de uitzetting te voorkomen. Een half jaar later opende het ministerie van Openbare Werken een kantoor in Commewijne om versneld beschikkingen uit te geven om het eigendom van de grond van de gezinnen vast te leggen. Het kantoor was een initiatief van haar en Oemar Jimidar. Ze voltrokken beiden ook de officiële opening, samen met minister Steven Relyveld en districtscommissaris Ingrid Karta-Bink.
Rond hetzelfde jaar kwam ze in opspraak als coördinator van Commewijne voor het project Naschoolse Opvang. Ze zou gelden op haar bankrekening hebben laten staan die bedoeld waren om de keukens van de opvang mee te betalen. In 2024 vonniste het Hof van Justitie dat ze onschuldig was. "Mevrouw Sadi was niet bedankt. Zij had ook de gelden bestemd voor de keukens nog niet op haar bankrekening ontvangen," aldus het vonnis.
Voor de NDP deed ze vergeefs aan de verkiezingen van 2000 mee. Tijdens de verkiezingen van 2015 kandideerde ze opnieuw op nummer 4 van de lijst. Ze behaalde toen wel de meeste stemmen, maar onvoldoende om met voorkeursstemmen in DNA gekozen te worden. Wel werd ze lid van de Staatsraad. Ze werd op 22 november 2018 onderscheiden als Ridder in de Ereorde van de Palm.
In december 2018 werd ze daarnaast ondervoorzitter en in maart 2019 voorzitter van de Belangenorganisatie Veerboten Commewijne (BOVC). Daarnaast werd ze in december 2018 verkozen tot voorzitter van de onderafdeling van Tamanredjo van de NDP. In januari 2020, vijf maanden voor de verkiezingen, riep ze boothouders op met een Surinaamse en NDP-vlag te varen en overtochten gratis aan te bieden, in ruil voor 250 dollar. Niet alle boothouders wilden hieraan meewerken. Begin mei 2020 kreeg ze boothouders tegen zich omdat zij niet door de overheid uitbetaald waren en Sadi politiek voor de NDP zou bedrijven. Haar opponent was in deze Martin Atencio, die als STREI!-kandidaat tevens een politiek tegenstander van haar was tijdens de verkiezingen.
Ze kandideerde opnieuw voor de verkiezingen van 2020, deze keer als lijsttrekker in Commewijne. Ze kreeg 1.291 kiezers achter zich en werd gekozen tot lid van DNA. Op 29 juni werd ze beëdigd.
Annie Sadi verliet medio december 2024 verplicht de DNA-vergadering nadat ze tot drie keer was verzocht op te houden met schreeuwen en gillen. Terwijl ze zelf wel het woord had gehad, belette ze de minister het woord te voeren. Haar uitspatting gebeurde enkele dagen nadat het Centraal Politiek Orgaan van haar NDP een nieuwe ethische en gedragscode had aangenomen.
Tijdens de verkiezingen van 2025 stond  zij op nummer 5 van de lijst van de NDP en werd herkozen.